# Forts de la côte ghanéenne

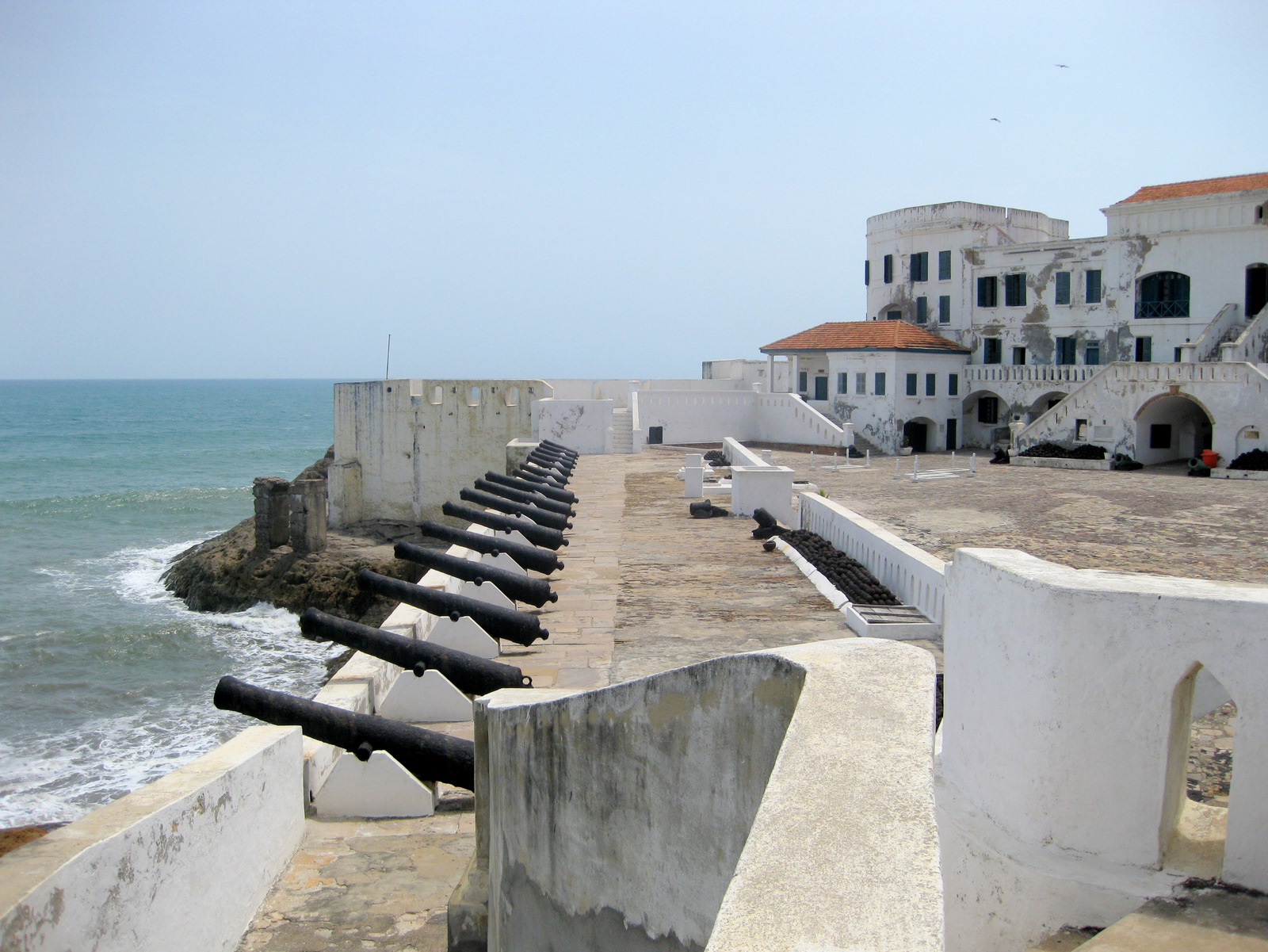
Le fort de Cape Coast, qui servait au commerce de l'or et à la traite des esclaves.

Les forts de la côte ghanéenne sont d'anciens comptoirs coloniaux fortifiés, bâtis entre 1482 et 1786 sur la Côte de l'Or, par plusieurs puissances européennes (Portugais, Français, Britanniques, Suédois, Danois, Brandebourgeois, Néerlandais). Ces forts varient de simples « loges » (fortins), habitées par deux ou trois Européens et quelques serviteurs africains, à de vastes forteresses comme ceux d’Elmina ou de Cape Coast, habités par des centaines d’employés, militaires et civils. Situés sur le littoral de l'actuel Ghana, ils se concentrent sur une longueur de côte d’à peine 300 km. Ces comptoirs furent d'importants lieux de la traite négrière occidentale.
En 1979, sur les 50 forts répertoriés, 28 ont été inscrits sur la liste du patrimoine mondial de l’UNESCO, sous le nom « Forts et châteaux de Volta, d’Accra et ses environs, et des régions centrale et ouest ».
La fortification des positions et comptoirs coloniaux est telle, qu'en dehors de l'Europe, la Côte de l'Or représente la plus forte concentration d'architecture militaire européenne.

## Histoire
Sur la Côte de l'Or, le long du littoral de l’actuel Ghana, furent construits entre le XVIe et le XIXe siècle, près de quarante forts et loges sur une distance de quelque deux cents kilomètres. De toute la Côte de Guinée (Côte du Poivre, Côte d'Ivoire, Côte de l'Or et Côte des Esclaves), la côte ghanéenne fut particulièrement convoitée au XVIIe siècle pour sa richesse en or — l'Europe connaissant une « famine monétaire » en raison du tarissement de l'argent métal de la mine géante bolivienne de Potosí — et sa configuration géographique, favorable à l'implantation des forts grâce à son littoral rocheux, ses promontoires et ses caps.
Ces comptoirs coloniaux fortifiés servaient autant d'escales économiques que de refuges contre les agressions des puissances européennes rivales ou des États africains limitrophes.

### Des comptoirs pour s'approvisionner en or puis en esclaves

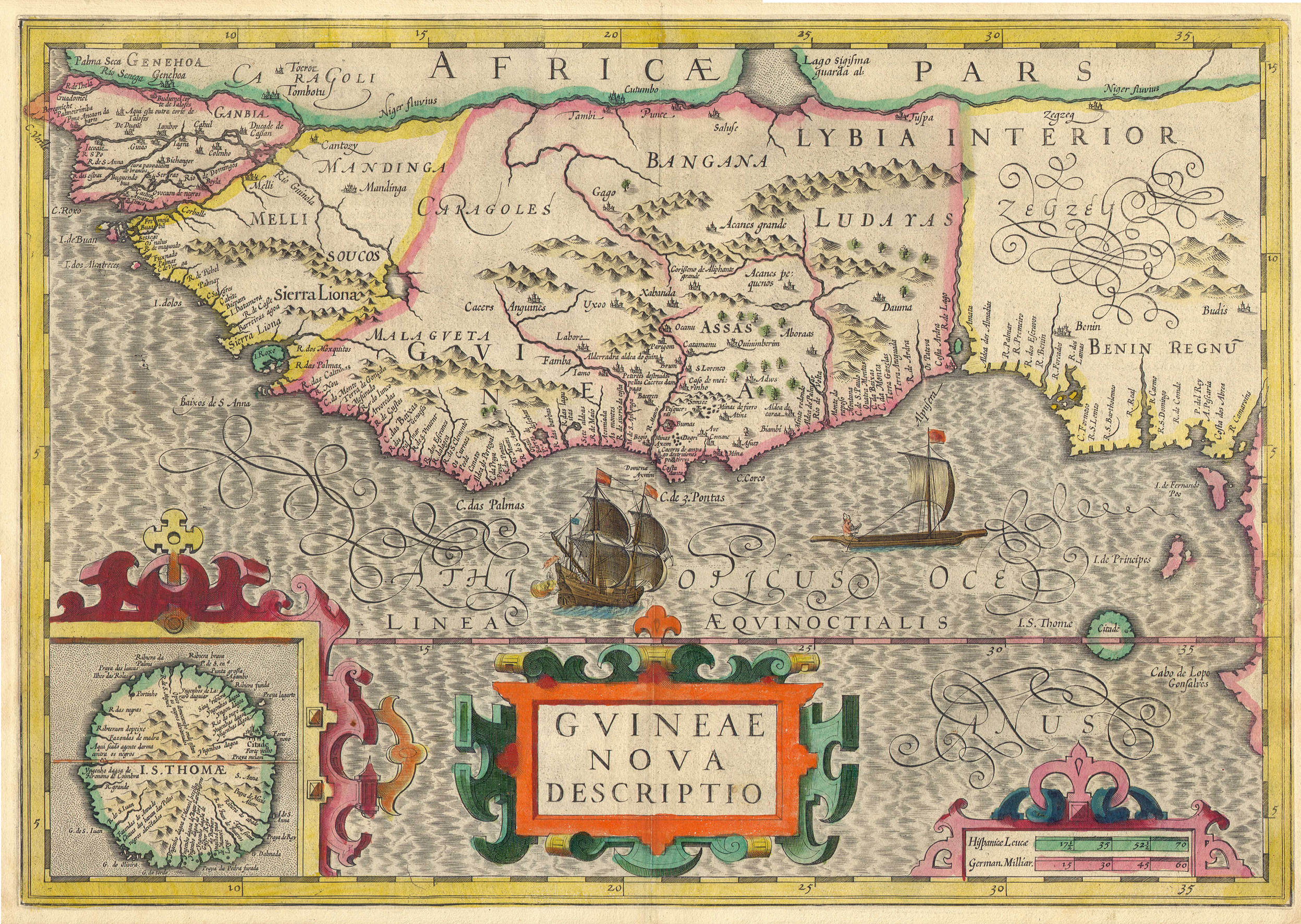
Carte de la Côte de Guinée en 1606.

Au nord du Ghana se trouvent d'importantes mines d'or qui connaissent une pleine exploitation au XVe siècle. Le précieux métal est alors exporté par les musulmans via les pistes transsahariennes.
Les Européens sont à la recherche d'or pour battre leurs monnaies, et les premiers à venir s'installer dans la région sont les Portugais. La route de l'or est inversée, et ce sont eux qui reçoivent une bonne partie de la production, attisant la convoitises des autres nations européennes.
Les comptoirs permettent aussi aux Européens de s'approvisionner en esclaves afin de développer l'économie de plantation des colonies américaines et caribéennes.

### Une fortification des comptoirs pour se protéger des autres puissances coloniales

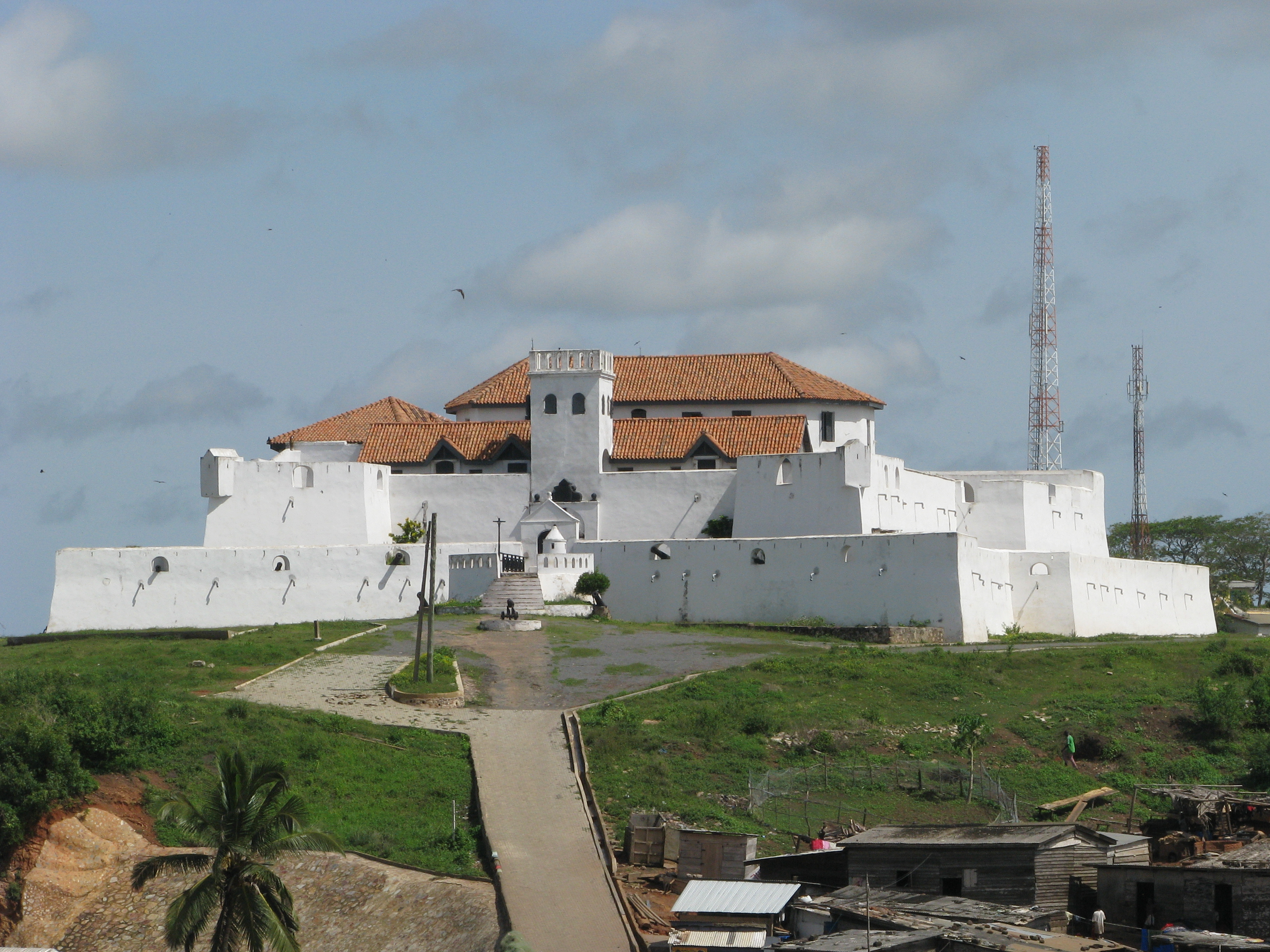
Fort Saint Jago à Elmina.

L'établissement de comptoirs génère des bénéfices commerciaux tels que les puissances européennes vont vite entrer en concurrence. Les Néerlandais viennent s'implanter, et chassent définitivement les Portugais de Guinée. Ensuite ce sont les Britanniques, les Danois-Norvégiens, les Suédois, et les Brandebourgeois, qui dressèrent l’imposante suite de ces forts à l’architecture massive, sur les emplacements de leurs comptoirs coloniaux. Ces fortifications ont donc pour but premier de défendre leurs positions et leurs comptoirs des attaques venant des autres puissances européennes. Les Français quant à eux tentent en vain de s'y rétablir, repoussés par ce système de défense.

### Une souveraineté européenne partielle
La présence européenne se cantonne pendant des siècles aux seuls comptoirs fortifiés, l'accès à arrière-pays leur étant totalement refusé par les royaumes africains. Deux tentatives conduites par les Portugais puis les Hollandais ont été repoussées. De même, les Européens abandonnent vite leur projet d'évangélisation, motif officiel de leur présence en Afrique.
Les terrains sur lesquels s’élèvent les forts ne sont que loués aux Européens, qui versent chaque année une redevance aux royaumes africains.
La juridiction des Européens reste quant à elle limitée à l'enceinte même des forts et, s'ils exercent une influence informelle considérable par leurs interventions dans la politique des États africains, même loin dans l’intérieur, ces interventions sont dictées par les intérêts du commerce et reposent sur une base juridique.
Autour de ces forts, se forment des bourgs habités par une population largement métissée, qui travaille pour les besoins des Européens. On y trouve des pêcheurs, des artisans, des trafiquants d’esclaves, et toute une frange interlope qui servait d’intermédiaire entre les Européens et les Africains.

### La traite négrière occidentale

#### États africains partenaires
Initialement construits pour le commerce et l'autodéfense par les Européens, les nombreux forts dressés le long de la côte ouest-africaine imposent ensuite, par la violence et la terreur, la traite transatlantique aux communautés villageoises. Autour des forts du littoral, mais aussi à l'intérieur des terres, du Sénégal à l’Angola, de nouveaux États africains se forment dans un rapport de clientèle avec les négociants européens. De même, certains dirigeants africains remanient leur système administratif en raison de leur participation à la traite transatlantique, devenue leur fondement économique.

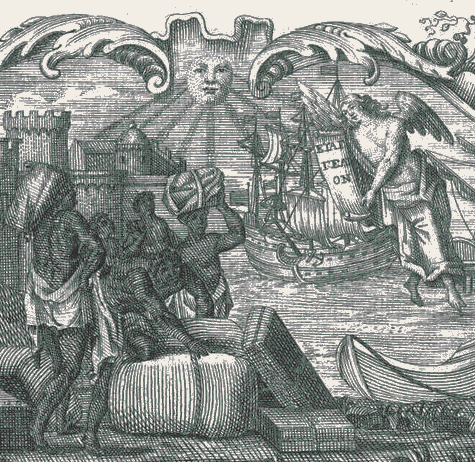
Esclaves à Elmina en 1742.

L’une des premières fonctions de ces États partenaires consiste à laminer et supplanter les États et les dirigeants locaux qui s’opposent à la traite. Puis, afin d'approvisionner les acheteurs occidentaux en esclaves, ils organisaient des razzias chez leurs voisins avec le concours des Européens qui leur fournissent les armes à cet effet. Le royaume bambara de Ségou par exemple, fondé vers 1712, a été qualifié « d’énorme machine à produire des esclaves ».
Également, les captures ne suffisant pas à satisfaire l'importante demande occidentale, les rois achètent aussi des esclaves à des trafiquants isolés pour les revendre ensuite aux négriers européens.

#### Résistances
Les communautés locales apprennent aussi à se défendre dans ce nouveau contexte en développant une culture de résistance face à leurs ravisseurs européens et africains. Ces mouvements de résistance se manifestent dans quatre circonstances : sur le lieu de capture et de vente ; sur le chemin de la côte et dans les négreries (forts et comptoirs européens) ; sur les navires négriers ; et à l’arrivée aux Amériques.
Les archives de la Royal African Company abondent en récits d'incidents de révolte et de rébellion. En 1703, des Africains écrasent les gardiens du Fort Sekondi, et décapitent son gouverneur. La même année, un agent européen est capturé à Anamabo et contraint d’acheter sa vie avec l’argent qu’il portait sur lui pour acheter des esclaves.
En 1727, des esclaves réussissent à organiser une rébellion dans le fort Christiansborg, en se battant avec les soldats néerlandais, et en tuant le gouverneur du fort. Si beaucoup d’Africains retenus réussissent à s’évader, ceux qui sont blessés et qui ne peuvent pas prendre la fuite sont capturés puis exécutés lorsque les Hollandais reprennent le contrôle du fort. Leur corps est décapité et jeté à la mer, ce qui est aussi le châtiment habituel infligé aux esclaves rebelles dans les négreries.
En 1767 au fort d'Elmina, au moment d'être vendus par les Néerlandais à des marchands européens, 6 esclaves Ashanti se tranchent la gorge dans la cour du fort, en signe de résistance. L'un d'eux égorge même sa femme avant de se faire subir le même sort.

#### Les forts comme lieu de stockage, d'achat et d'embarquement des captifs

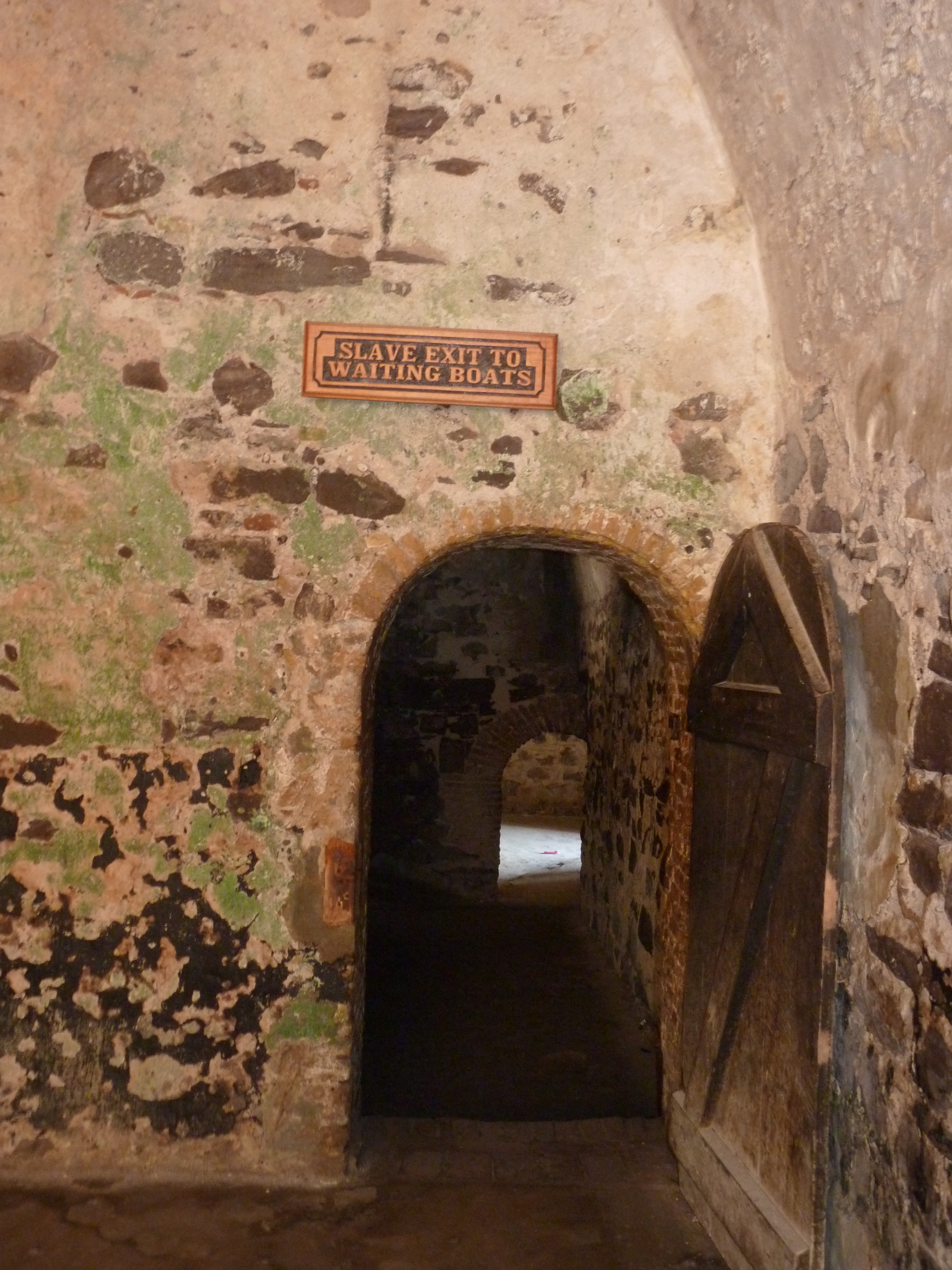
Sortie du cachot pour les esclaves embarquant sur les navires négriers, au Fort d'Elmina.

Des intermédiaires européens sur la côte veillent au stockage et à l’embarquement des captifs. Ce sont dans les forts, qui font office de négreries, que sont enfermés les esclaves. Au cours de cette étape, on marque au fer rouge les épaules, les bras, ou la poitrine des captifs, afin de les trier pour les besoins du transport et du stockage. Les esclaves achetés pour le compte de la Royal African Company portaient les initiales « DY », Duc d’York, du nom du président de cette compagnie anglaise. Les Espagnols de la Compaña Gaditana marquaient leurs esclaves avec la lettre « d ». La Middleburgische Kamerse Compagnie néerlandaise utilisait les lettres « CCN ». La compagnie allemande Churfurstlich - Afrikanisch Brandenburgische Compagnie marquait ses esclaves à l’épaule gauche avec les lettres « CABC »...
La mortalité des esclaves retenus dans les forts est importante. Certains succombent à la brutalité de leur geôliers, d'autres à la terreur ou aux maladies. L’impact psychologique dû à la présence des négriers blancs que beaucoup d’Africains croyaient cannibales, ainsi que la dégradation par les fers et la malnutrition générale constituent aussi des causes de mortalité pour beaucoup et de folie pour certains.
La surpopulation et l’air vicié expliquent aussi de nombreuses pertes humaines. Les archives de la Compagnie néerlandaise des Indes Occidentales révèlent, par exemple, que 8 % d’Africains sont morts des suites de conditions de détention déplorables sur la côte. En 1705, 95 esclaves sont morts au Fort d'Elmina, soit 14,6 % sur un groupe de 650 esclaves enfermés sur place. La détention est d'autant plus longue que les navires négriers stationnent de longs mois au large des forts (sept mois en moyenne), en attendant une pleine cargaison d’esclaves.

## Protection patrimoniale et menaces

### Inscription au patrimoine mondial
En 1979, un ensemble de 28 sites, sur les 40 forts répertoriés, a été inscrit sur la liste du patrimoine mondial de l’UNESCO sous le nom « Forts et châteaux de Volta, d'Accra et ses environs, et des régions centrale et ouest ».

### Patrimoine en péril
Un grand nombre de forts est menacé par l'érosion côtière. Actuellement, le littoral s’érode à un rythme moyen d’environ deux mètres par an. Cette érosion est causée par le réchauffement climatique, provoquant l’élévation du niveau de la mer, et augmentant la fréquence et la gravité des ondes de tempête et des inondations.

## Liste des forts

### Forts et châteaux de Volta, d'Accra et ses environs, et des régions centrale et ouest
Sur les 50 forts coloniaux qui ont été répertoriés sur la côte ghanéenne, appelée « Côte de l'Or » par les Européens, 28 sites ont été inscrit en 1979 sur la liste du Patrimoine mondial de l'UNESCO sous le nom « Forts et châteaux de Volta, d'Accra et ses environs, et des régions centrale et ouest ».

#### 3 châteaux
- Fort Saint-Georges-de-la-Mine à Elmina ;
- Fort de Cape Coast (Fort Carlsborg), à Cape Coast ;
- Fort Osu (Fort Christiansborg), à Accra.

#### 15 forts
- Fort Good Hope (Senya Beraku) ;
- Fort Patience (Apam) ;
- Fort Amsterdam (Abandzi) ;
- Fort Saint Jago (Elmina) ;
- Fort São Sebastião (Shama) ;
- Fort Metal Cross (Dixcove) ;
- Fort Santo Antonio (Axim) ;
- Fort Orange (Sékondi) ;
- Fort Groot Fredericksborg (Princes Town) ;
- Fort Phare William (en) (Cape Coast) ;
- Fort William (Anomabu) ;
- Fort Victoria (en) (Cape Coast) ;
- Fort Ussher à Usshertown (Accra) ;
- Fort James à Jamestown (Accra) ;
- Fort Apollonia, (Beyin).

#### 4 forts partiellement en ruines
- Fort Amsterdam (Abandzi) ;
- Fort anglais (Komenda britannique) ;
- Fort Batenstein (Butre) ;
- Fort Prinzenstein (Keta).

#### 4 ruines avec des structures visibles
- Fort Nassau (Mouri) ;
- Fort Fredensborg (Old Ningo) ;
- Fort Vredenburgh (Komenda hollandais) ;
- Fort Vernon (en) (Prampram) ;
- Fort Dorothea (Akwida).

#### 2 sites comportant des traces de fortifications antérieures
- Fort Frederiksborg à Amanful (Cape Coast) ;
- Fort Augustaborg à Teshie (Accra).

### Autres forts de la Côte de l'Or
D'autres forts n'ont pas été retenus dans l'inscription sur la liste du patrimoine mondial. Parmi eux on trouve :
- Fort Elize Carthago
- Fort Sékondi
- Fort Ruychaver
- Fort Kongensten
- Fort Provesten

## Galerie

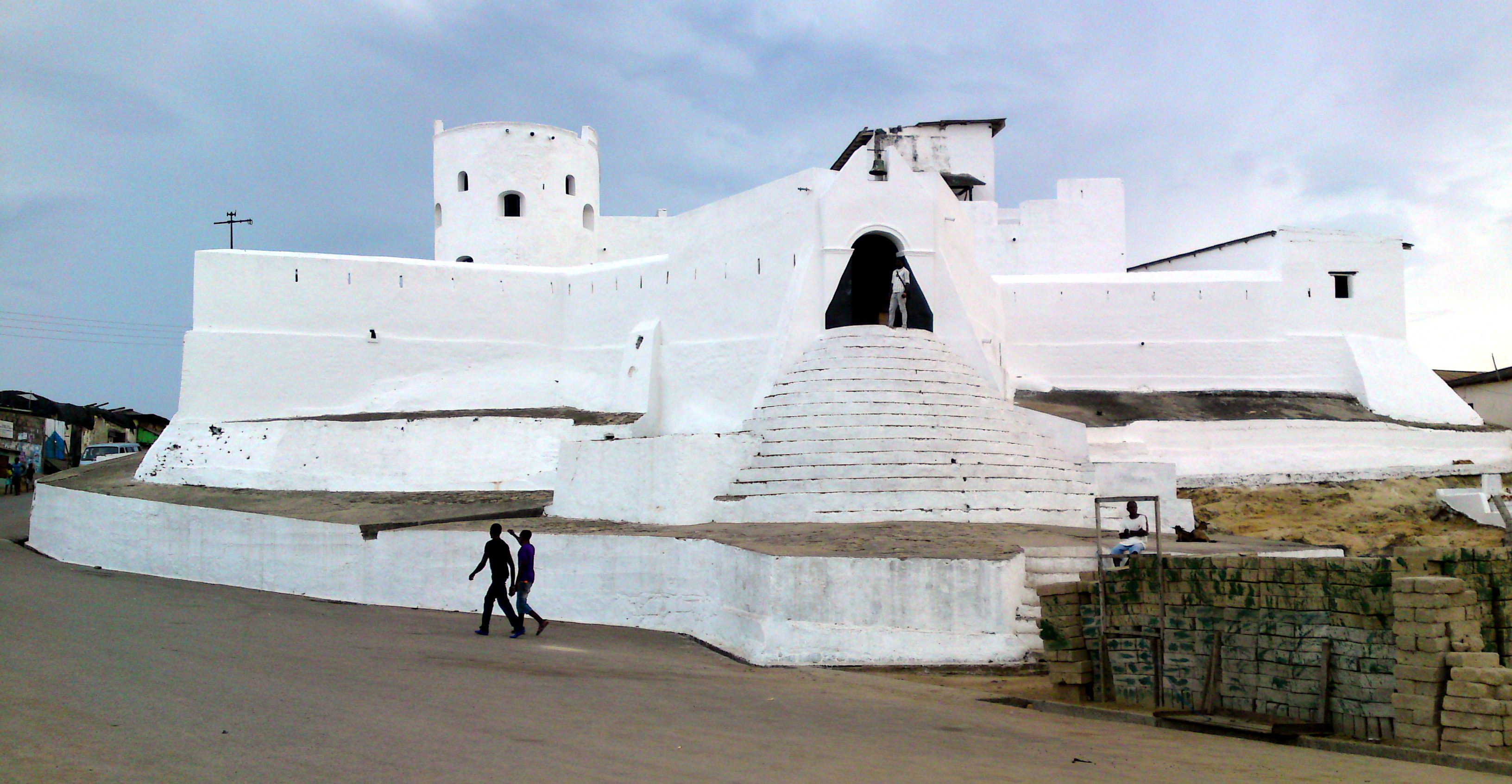
Fort São Sebastião.
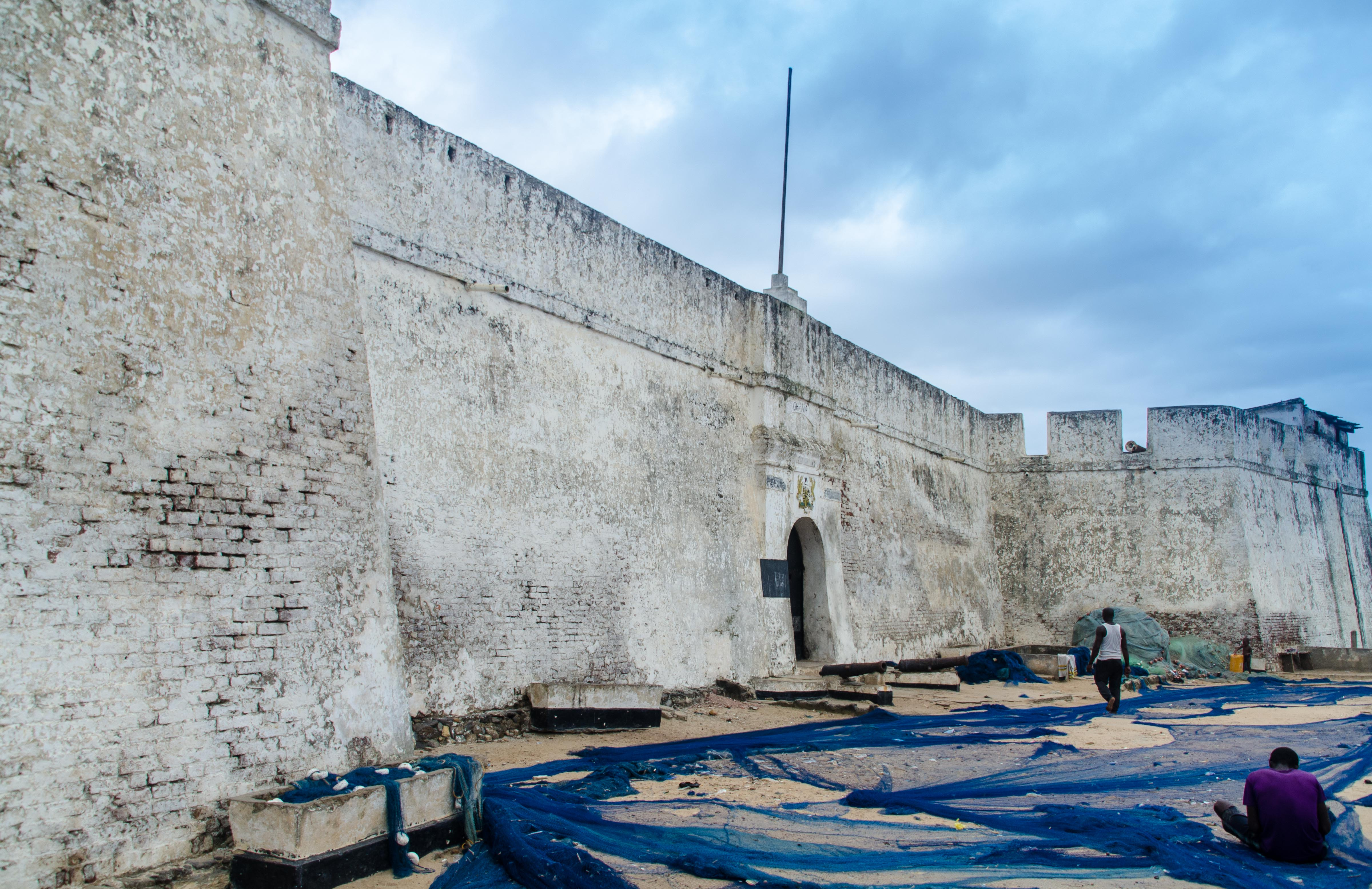
Fort William.
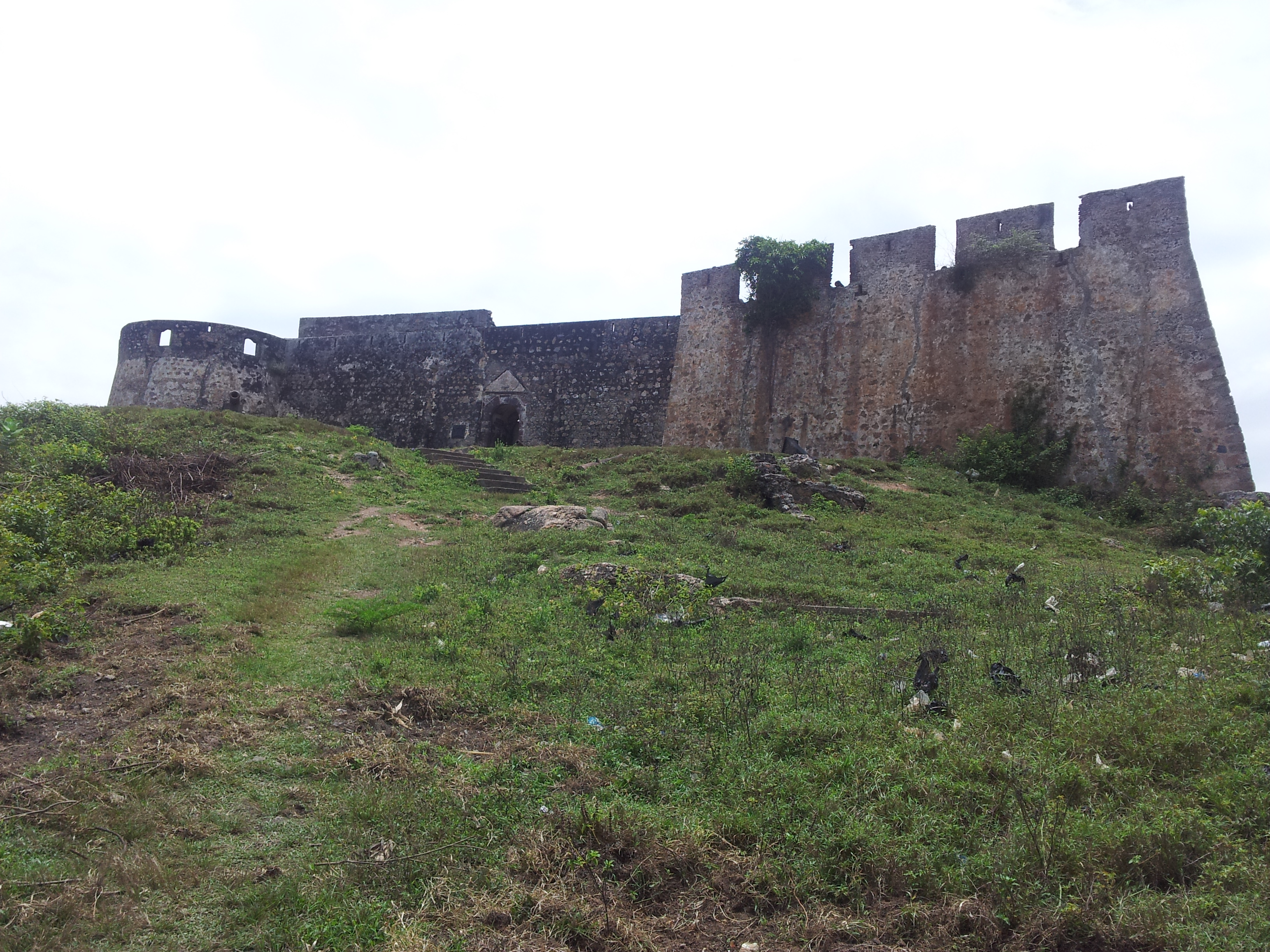
Fort Amsterdam.
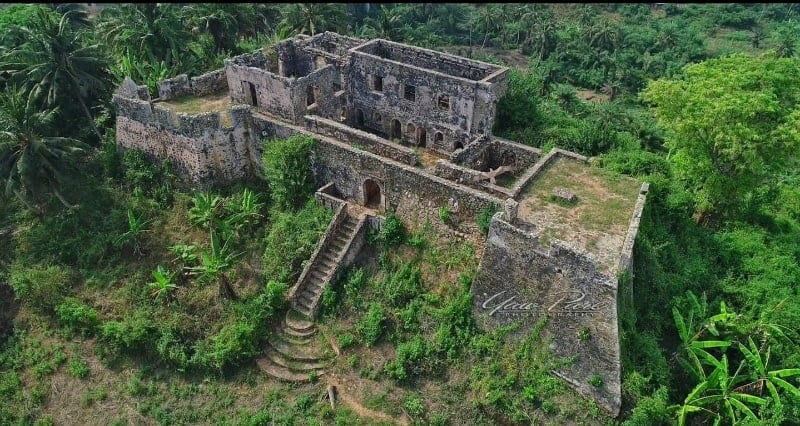
Fort Batenstein.
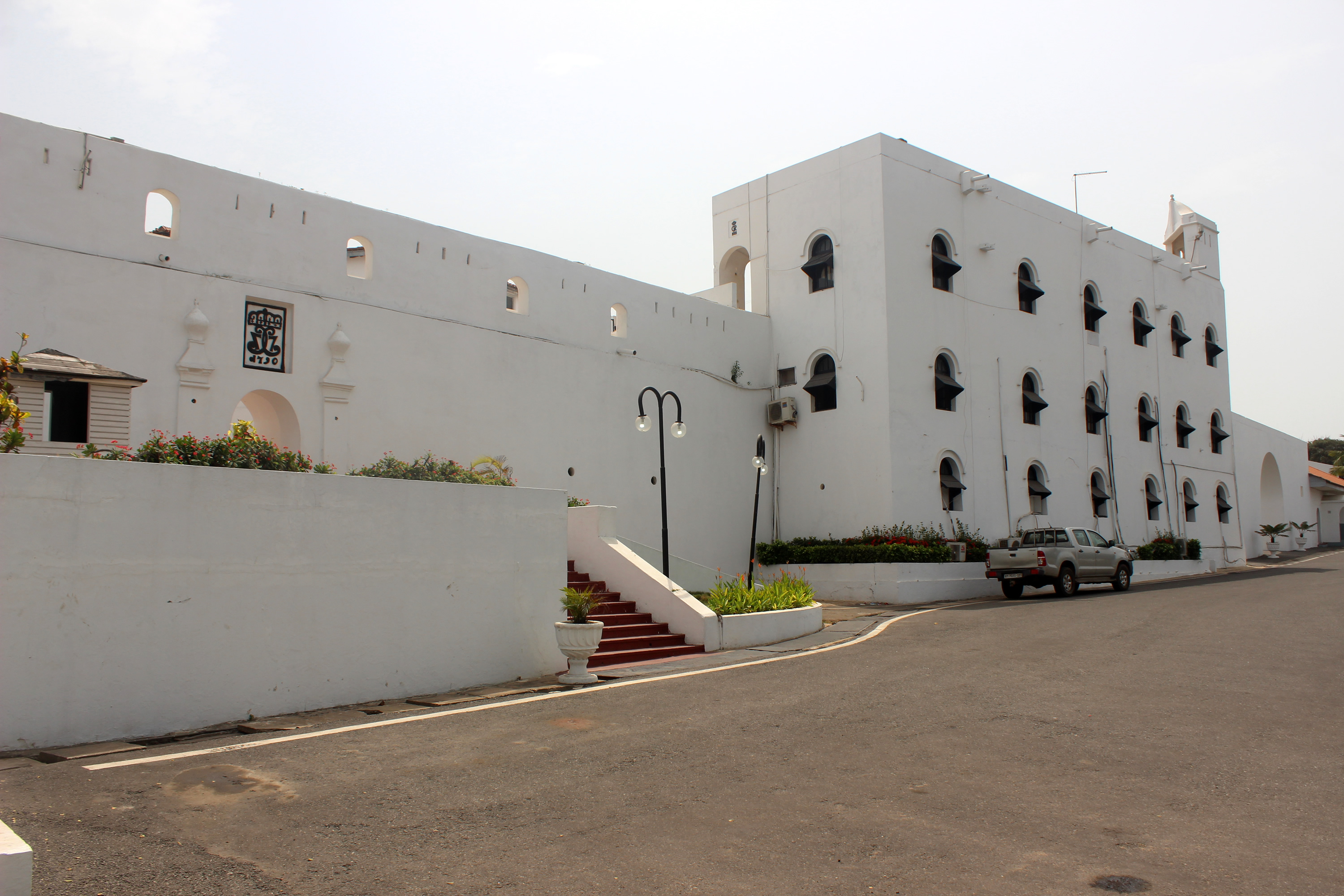
Fort Christiansborg.
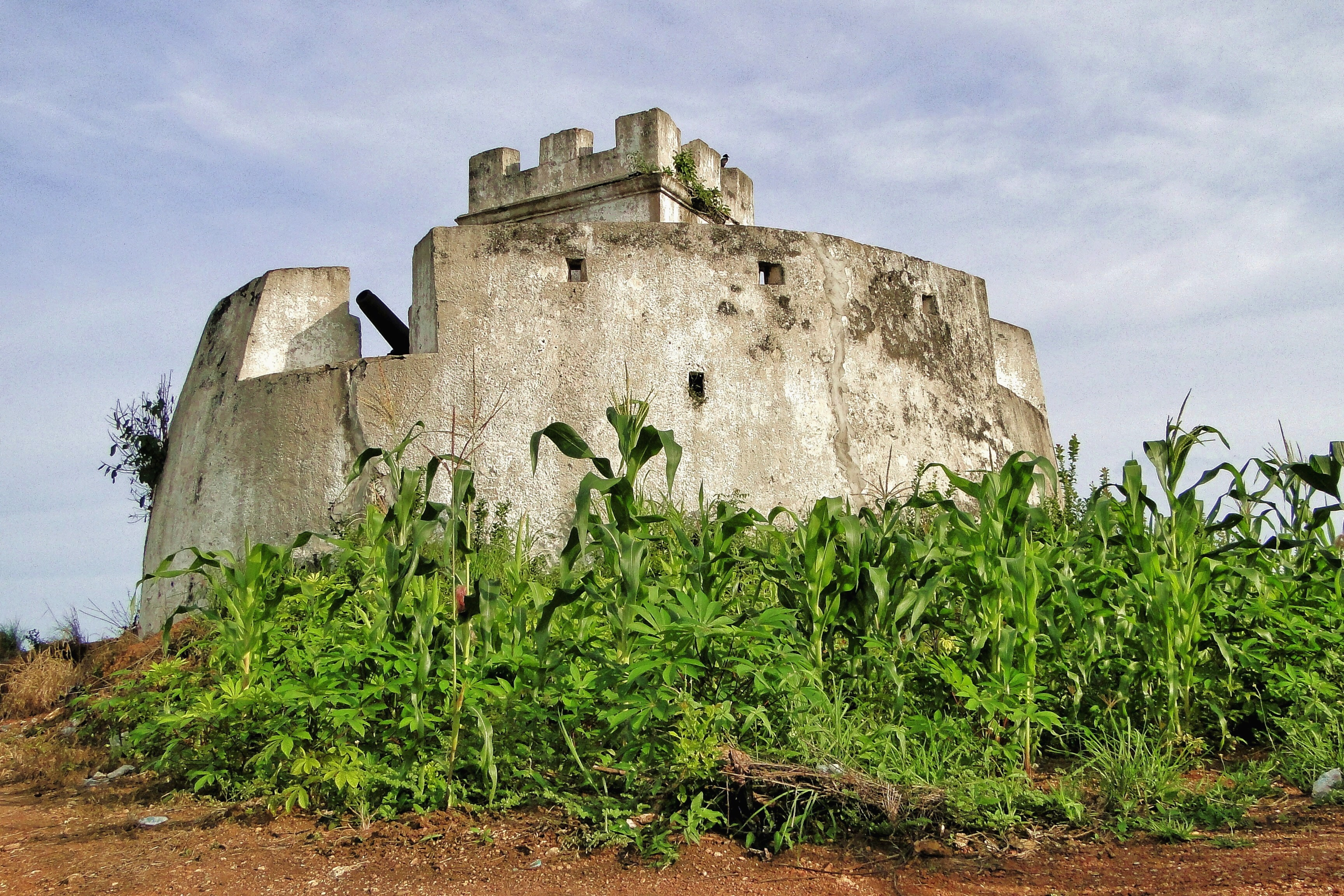
Fort Victoria (en).
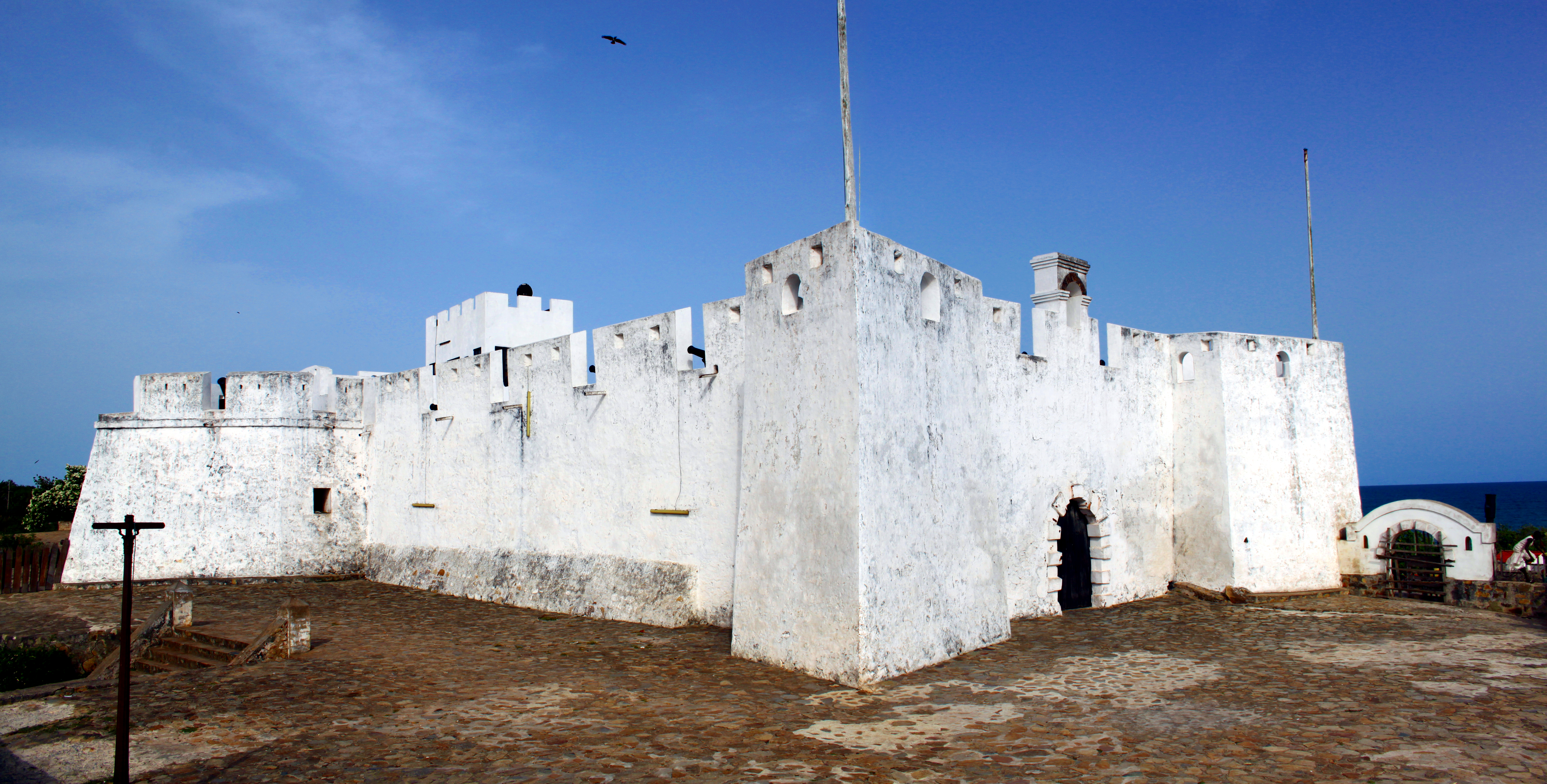
Fort Metal Cross.
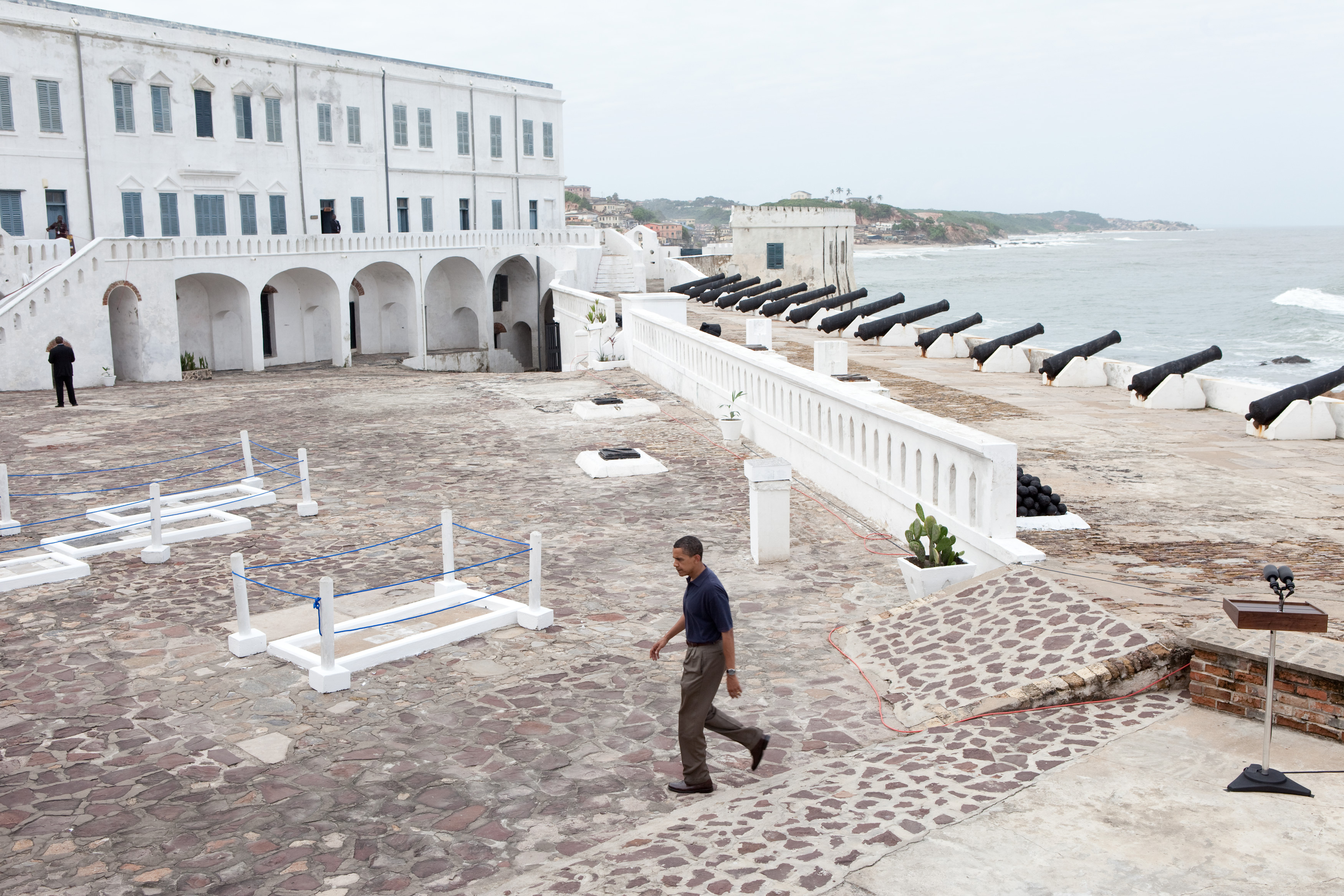
Fort de Cape Coast.